# Victor de Narké
Victor de Narké Mercante (Corrientes, Argentina, 21 de diciembre de 1930-Buenos Aires el 7 de enero de 1987) fue un bajo lírico de destacada carrera internacional y uno de los baluartes del elenco del Teatro Colón (Buenos Aires) durante el periodo 1960-70.

## Trayectoria
Hijo del conocido bajo Jorge Danton (Carlos De Narké Mercante), de amplia actuación en la década del 40 y dotado de una voz de grave resonancia, tuvo también una notable facilidad para los idiomas.
Debutó en la temporada de 1952 en Madama Butterfly de Puccini que marcó el debut argentino de Victoria de los Ángeles. A los cuatro años de su presentación, y después de haber recorrido una variada gama de roles menores, obtuvo su primer papel importante con Titurel en Parsifal de Wagner y más tarde Pimen en Borís Godunov.
En 1964 cantó la cantata Bomarzo de Alberto Ginastera en el Teatro Colón, narrada por Luis Medina Castro.
En 1965 fue Timur en Turandot junto a Birgit Nilsson y Montserrat Caballé en el Colón.
En 1969 fue Hormigón en El gato montés de Penella, y en 1974 cantó el rol de Walter Furst en Guillermo Tell de Rossini en Madrid y Barcelona.
En 1985 volvió a cantar Pimen de Borís Godunov y en noviembre de 1986 como Titurel de Parsifal cantó sus últimas funciones en el Teatro Colón de Buenos Aires.
Durante muchos años fue el bajo titular del Colón para innumerables roles de repertorio alemán, italiano, ruso y francés.
Considerable fue también su participación en óperas italianas, además de haber cantado otras en ruso, inglés y polaco.
En Europa cantó en el Festival de Glyndebourne, en el Gran Teatro del Liceo de Barcelona, en teatros de Suiza, Alemania, Francia y en el Teatro de la Zarzuela de Madrid.

## Discografía principal
- Debussy, Pelleas y Melisande, Eric Tappy, Erna Spoorenberg, Gerard Souzay, Víctor de Narke, Orchestre de la Suisse Romande; Jean-Marie Auberson.
- Marina, Pepita Jiménez, Adiós a la bohemia, Don Manolito, La tabernera del puerto, Maruxa. Rafael Frühbeck de Burgos, Columbia (1967-1974).
- Manuel de Falla: La vida breve; El sombrero de tres picos, Rafael Frühbeck de Burgos, EMI
- Puccini: Turandot, Nilsson-Caballe-Uzunov-De Narke, Ediciones Teatro Colón.[3]